# Ecuación de van't Hoff
La ecuación de van 't Hoff en termodinámica química relaciona la variación de la temperatura absoluta ({\displaystyle T}) con la variación de la constante de equilibrio ({\displaystyle K}) dado por la diferencia de entalpía ({\displaystyle \Delta H}). Esta ecuación fue propuesta inicialmente por el químico neerlandés Jacobus Henricus van 't Hoff (1852-1911) en 1884.

{\displaystyle {\frac {\mathrm {d} \ln K}{\mathrm {d} T}}={\frac {\Delta H^{\circ }}{RT^{2}}}}

Si se asume que el calor de reacción no varía con la temperatura, la resolución de esta ecuación diferencial conduce a lo siguiente:

{\displaystyle \ln {\frac {K_{2}}{K_{1}}}={\frac {\Delta H^{\circ }}{R}}\left({\frac {1}{T_{1}}}-{\frac {1}{T_{2}}}\right)}

| Símbolo                           | Nombre                                                                    | Unidad     |
| --------------------------------- | ------------------------------------------------------------------------- | ---------- |
| {\displaystyle K_{1}}             | Constante de equilibrio a la temperatura absoluta {\displaystyle \ T_{1}} |            |
| {\displaystyle K_{2}}             | Constante de equilibrio a la temperatura absoluta {\displaystyle \ T_{2}} |            |
| {\displaystyle \Delta H^{\circ }} | Variación de entalpía estándar                                            | J / kg     |
| {\displaystyle R}                 | Constante de los gases                                                    | J / (kg K) |
| {\displaystyle T_{1}}             | Temperatura                                                               | K          |
| {\displaystyle T_{2}}             | Temperatura                                                               | K          |

Considerando las relaciones entre la energía libre de Gibbs y la constante de equilibrio ({\displaystyle \Delta G^{\circ }=\Delta H^{\circ }-T\Delta S^{\circ }} y {\displaystyle \Delta G^{\circ }=-RT\ln K}), la ecuación también se podría escribir de la siguiente manera:

{\displaystyle \ln \left(K\right)=-{\frac {\Delta H^{\circ }}{R}}\left({\frac {1}{T}}\right)+{\frac {\Delta S^{\circ }}{R}}}

Por tanto, al representar valores de logaritmo natural de la constante de equilibrio medidos para cierto equilibrio versus el inverso de la temperatura se obtiene una ecuación lineal, cuya pendiente negativa es igual a la variación de la entalpía dividida entre la constante de los gases, y la ordenada en el origen es igual a la variación de entropía {\displaystyle \Delta S^{\circ }} dividida entre la constante de los gases.

## Demostración
Teniendo en cuenta que {\displaystyle \Delta G^{\circ }=-RT\ln K} entonces podemos expresar la constante de equilibrio en función de la energía libre:
{\displaystyle \ \ln K=-{\frac {\Delta G^{\circ }}{RT}}}
Diferenciando, se obtiene:
{\displaystyle {\frac {d\left(\ln {K}\right)}{dT}}=-{\frac {1}{R}}\left({\frac {d(\Delta G^{\circ }/T)}{dT}}\right)}
Según las reglas ordinarias de diferenciación tenemos también que:
{\displaystyle \left({\frac {\partial (\Delta G^{\circ }/T)}{\partial T}}\right)_{p}={\frac {1}{T}}\left({\frac {\partial \Delta G^{\circ }}{\partial T}}\right)_{p}-{\frac {\Delta G^{\circ }}{T^{2}}}}
Ahora utilizaremos la siguiente relación:
{\displaystyle \left({\frac {\partial \Delta G^{\circ }}{\partial T}}\right)_{p}=-\Delta S^{\circ }={\frac {\Delta G^{\circ }-\Delta H^{\circ }}{T}}}
Combinando ambas tenemos:
{\displaystyle \left({\frac {\partial (\Delta G^{\circ }/T)}{\partial T}}\right)_{p}={\frac {\Delta S^{\circ }}{T}}-{\frac {\Delta G^{\circ }}{T^{2}}}={\frac {-T\Delta S^{\circ }-\Delta G^{\circ }}{T^{2}}}=-{\frac {\Delta H^{\circ }}{T^{2}}}}
Que es la ecuación de Gibbs-Helmholtz. Volviendo y remplazando nos queda:
{\displaystyle {\frac {d\left(\ln {K}\right)}{dT}}={\frac {\Delta H^{\circ }}{RT^{2}}}}
Despejando e integrando tenemos:
{\displaystyle \int _{K_{1}}^{K_{2}}{\text{d}}\ln {K}=\int _{T_{1}}^{T_{2}}{\frac {\Delta H^{\circ }}{RT^{2}}}{\text{d}}T}
Pese a que la entalpía es fuertemente dependiente de la temperatura, la dependencia con la temperatura está gobernada por la diferencia de las capacidades caloríficas {\displaystyle \Delta C_{p}} entre reactantes y productos. Ya sea porque las capacidades caloríficas de reactantes y productos son casi las mismas {\displaystyle \Delta C_{p}=0} o que ambas temperaturas no difieren significativamente, podemos considerar a la entalpía independiente de la temperatura. Entonces tenemos que:
{\displaystyle \int _{K_{1}}^{K_{2}}{\text{d}}\ln {K}={\frac {\Delta H^{\circ }}{R}}\int _{T_{1}}^{T_{2}}{\frac {1}{T^{2}}}{\text{d}}T}
Integrando:
{\displaystyle \ln {\frac {K_{2}}{K_{1}}}=-{\frac {\Delta H^{\circ }}{R}}\left({\frac {1}{T_{2}}}-{\frac {1}{T_{1}}}\right)}
También se suele expresar de la siguiente manera
{\displaystyle \ln {\frac {K_{2}}{K_{1}}}={\frac {\Delta H^{\circ }}{R}}\left({\frac {1}{T_{1}}}-{\frac {1}{T_{2}}}\right)}
Que es la ecuación de van 't Hoff.
Si {\displaystyle \Delta H^{\circ }} no es constante entonces puede expresarse como una serie de potencias en {\displaystyle T}.
{\displaystyle \Delta H^{\circ }(T)=\Delta H_{0}^{\circ }+AT+BT^{2}+CT^{3}+\ldots }
Empleando este valor para {\displaystyle \Delta H^{\circ }} y remplazando en la ecuación de van 't Hoff e integrando tenemos:
{\displaystyle \ln {\frac {K_{2}}{K_{1}}}=-{\frac {\Delta H_{0}^{\circ }}{R}}\left({\frac {1}{T_{2}}}-{\frac {1}{T_{1}}}\right)+{\frac {A}{R}}\ln {\frac {T_{2}}{T_{1}}}+{\frac {B}{R}}(T_{2}-T_{1})+{\frac {C}{2R}}(T_{2}^{2}-T_{1}^{2})+\ldots }